# Mariguanes
Los Mariguanes fueron una etnia indígena precolombina tamaholipana que habitó un sector perteneciente al actual estado mexicano de Tamaulipas, en especial a los alrededores del actual Magiscatzín. Fueron el único pueblo de la costa tamaulipeca que construyó ciudades y rancherías totalmente permanentes además de los huastecos al sur, igualmente fueron un pueblo avanzado por tener establecida la agricultura y la alfarería a un nivel desarrollado. Se sustentaban del cultivo de maíz, frijol, sandías y camote. 
Estaban relacionados con algunos grupos vecinos tales como los Simariguanes y Carimariguanes, los cuales algunos los clasifican como subdivisiones y otros como grupos diferentes, además tenían como aliados a los Olives.
A la llegada de los españoles los mariguanes los recibieron en paz, e incluso fueron ellos mismos quienes hicieron su ofrecimiento de sumisión a través de una delegación en mayo de 1749 al capitán español Escandón, quien en ese momento acampaba en Tencasneque. Cuando Escandón fue recibido por los naturales en una de sus aldeas incluso habían construido una vivienda especial para él, y varias otras para sus acompañantes, les ofrecieron diversos alimentos y se efectuaron diversas danzas. Después lo llevaron a la veta de plata que con anterioridad los Olives explotaban.
El general español los trató con cordialidad e incluso les regaló diversos objetos y utilidades, siendo las hachas de hierro las que más apreciaron porque su ejército estaba conformado por más de 3000 arqueros, pero pocos de infantería. 
Las fuerzas militares de los mariguanes eran débiles en comparación con otros pueblos de la región, pero tenían la ventaja de ser bastante numerosos y tener una cohesión cultural y política fuerte. Habitaban 10 aldeas, cada uno con su líder o gobernante. 
Al pasar las décadas los españoles hicieron el menor caso a la situación de peligro en que estaban estas comunidades y desaparecieron por el ataque continuo de los Janambres, los cuales eran sus enemigos.